# Frenz International Cup
La Copa Internacional Frenz FIC (Frenz International Cup) es uno de los principales torneos organizados por el Frenz United Football Club (FUFC) principalmente para promover el desarrollo continuo de los jóvenes atletas en lo que se refiere a los fundamentos del fútbol, la deportividad y la competencia atlética. Esto se puede lograr mediante la participación en juegos y otras actividades relacionadas con el fútbol y compitiendo al más alto nivel. El torneo ofrece uno de los premios en efectivo más lucrativos jamás ofrecidos en la región de la ASEAN para una competencia de menores de edad.

## Historial
En la última edición de la competencia, el 1 de junio de 2016, Estudiantes de La Plata de Argentina termina venciendo al International de Brasil por 1 a 0 con gol de Carlo Lattanzio y así tomarse un desquite de la derrota ante el mismo equipo en el año 2015.
La Rec.Sport.Soccer Statistics Foundation (RSSSF) lleva las estadísticas de todos los partidos del torneo.
| 2012 (Sub-15) | Malasia           | Selección Sub-15 (Eslovaquia) | 0 – 0 (5 – 3) (Penales) | Persépolis FC           | Frenz United Malasia   | 2 – 0        | Selección Sub-17 (Malasia)           |
| 2014 (Sub-16) | Malasia Indonesia | Selección sub-16 (Eslovaquia) | 2 – 0 (Prórroga)        | Selección sub-17 (Irán) | Internacional (Brasil) | 6 – 2        | Sporting de Lisboa                   |
| 2015 (Sub-18) | Malasia Indonesia | Internacional (Brasil)        | 3 – 2                   | Estudiantes de La Plata | No disputado           | No disputado | No disputado                         |
| 2016 (Sub-19) | Malasia           | Estudiantes de La Plata       | 1 – 0                   | Internacional (Brasil)  | Frenz United Malasia   | 2 – 1        | Kashima Antlers CF · Kashima Antlers |

## Embajadores deportivos
En diciembre de 2014, Juan Sebastián Verón ha sido designado embajador del principal torneo de fútbol juvenil del Sudeste Asiático, que es copatrocinado por Indonesia y Malasia. El ex centrocampista de Inglaterra y Liverpool Steve McMahon, quien también es asesor técnico del Frenz United, es el otro embajador del torneo.

## Videos
- Frenz United International Cup Trailer en YouTube., (en inglés)
- Academia de Fútbol Frenz United (FUFA)  en YouTube. (en inglés)
- FIC2012 La gloria es para los valientes (GLORY... be to the BRAVE!) en YouTube.,  (en inglés)
- FIC2015 Highlight Frenz United Malaysia VS Estudiantes de La Plata en YouTube.,  (en inglés)
- FIC2016 Final Estudiantes de La Plata vs SC Internacional en YouTube.,  (en inglés)